# 아홉 켤레의 구두로 남은 사내
《아홉 켤레의 구두로 남은 사내》는 대한민국의 소설가 윤흥길의 단편 소설이다. 1977년 창작과비평에서 처음 발간되었다. 영어 번역판은 도서출판 아시아에서 2012년에 출간되었으며, 번역본의 제목은 《The Man Who Was Left as Nine Pairs of Shoes》이다.

## 줄거리
초등학교 교사인 '나' (오 선생)는 고생 끝에 집을 마련하게 된다. 나는 다소나마 그 무리를 봉창해 볼 작정으로 셋 방을 내놓고 그곳에는 권 씨 일가를 들인다. 권 씨는 대학을 졸업하고 출판사 직원으로 살아가다 시위 사건에 휘말려 전과자가 된 후 일용직으로 간간히 생활해온 사람이다. 그럼에도 권 씨는 "이래봬도 나 대학 나온 사람이오"라는 말을 습관처럼 반복하고, 늘 구두를 반짝이게 닦으면서 자신의 자존심을 세운다. 어느 날, 권 씨는 나에게 아내의 출산으로 인한 수술비를 빌리러 온다. 나는 권 씨의 부탁을 거절하지만 이내 잘못된 선택임을 깨닫고 권 씨의 아내의 수술 비용을 대준다. 이를 모르는 권 씨는 그날 밤 강도로 나의 집을 침입하지만, 무기를 마음대로 방치하는 등 서툰 그의 행동에 나는 그 강도가 권 씨라는 것을 알게 된다. 나는 권 씨를 잘 달래서 내보내지만 자존심이 상한 권 씨는 "이래봬도 나 대학 나온 사람이오"라는 말과 함께 아홉 켤레의 구두만 남긴 채 사라진다.